# It Won't Be Soon Before Long
It Won't Be Soon Before Long este al doilea album de studio al formației pop-rock americane Maroon 5, lansat în data de 22 mai 2007. Discul a fost publicat la o distanță de aproape cinci ani față de primul album de studio (debutul formației), Songs about Jane (2002).
Albumul s-a bucurat de o primire mult mai bună din partea criticii decât predecesorul său. Vânzările din numai prima săptămână (de aproape 430 de mii de copii) l-au așezat pe poziția întâi a clasamentului american Billboard 200.

## Succesiunea pieselor pe album
1. If I Never See Your Face Again (Adam Levine, James Valentine) – 3:21
2. Makes Me Wonder (Adam Levine, Jesse Carmichael, Mickey Madden) – 3:31
3. Little of Your Time (Adam Levine) – 2:17
4. Wake Up Call (Adam Levine, James Valentine) – 3:21
5. Won't Go Home without You (Adam Levine) – 3:51
6. Nothing Lasts Forever (Adam Levine) – 3:07
7. Can't Stop (Adam Levine, James Valentine) – 2:32
8. Goodnight Goodnight (Adam Levine) – 4:03
9. Not Falling Apart (Adam Levine) – 4:03
10. Kiwi (Adam Levine, Jesse Carmichael) – 3:34
11. Better That We Break (Adam Levine) – 3:06
12. Back at Your Door (Adam Levine, Jesse Carmichael) – 3:47

#### Piese bonus
1. Figure It out - 2:59 (versiunea iTunes)
2. Infatuation - 4:25 (versiunea pentru Asia)
3. Makes Me Wonder [Original Performance Series] - 3:30 (versiunea exclusivă pentru Wal-Mart)
4. Miss You Love You - 3:11 (versiunea Best Buy pentru S.U.A.)
5. Story - 4:33 (versiunea Circuit City pentru S.U.A.)
6. Until You're over Me - 3:15 (versiunile pentru Regatul Unit, Australia, Noua Zeelandă și Japonia)
7. Infatuation – 4:25 (versiunile pentru Regatul Unit, Australia, Noua Zeelandă și iTunes)
8. This Love [Original Performance Series] - 3:31 (versiunea exclusivă pentru Wal-Mart)
9. Losing My Mind – 3:21 (versiunea pentru Japonia)
10. Won't Go Home without You [Original Performance Series] - 4:06 (versiunea exclusivă pentru Wal-Mart)
11. Sunday Morning [Original Performance Series] - 4:18 (versiunea exclusivă pentru Wal-Mart)
12. She Will Be Loved [Original Performance Series] - 4:01 (versiunea exclusivă pentru Wal-Mart)

#### Ediția limitată pentru Australia
1. Until You're over Me - 3:15
2. Infatuation - 4:25
3. Losing My Mind - 3:21
4. Wake Up Call (remix de Mark Ronson feat. Mary J. Blige) - 3:16
5. The Way I Was - 4:20
6. Story - 4:33
7. Won’t Go Home Without You (versiune acustică) - 4:06